# Nicholas Upton

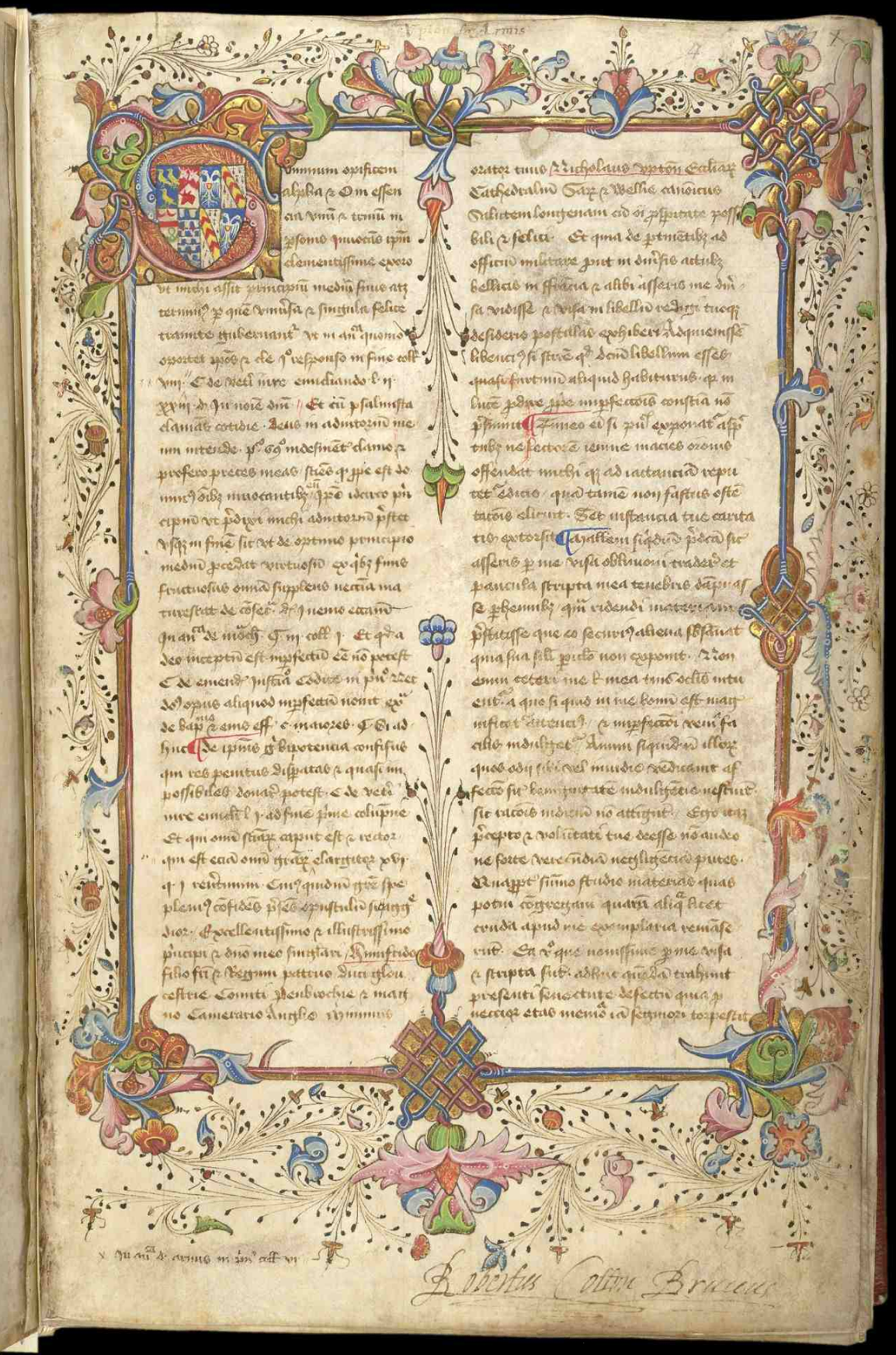
Nicholas Upton, értekezés a heraldikáról (kézirat, 1425)

Nicholas Upton (1395 körül – 1457) angol heraldikai író. Upton Miklósként is szerepel a régebbi magyar heraldikai irodalomban.
Egy Devonshire-i dzsentri családban született. 1415-ben Oxfordban kezdte egyetemi tanulmányait és 1421-ben római jogból szerzett egyetemi fokozatot. A heraldika akkoriban az oxfordi képzés keretein belül része volt a római jognak. Az egyetem után Upton papi pályára lépett, Salisbury grófjának káplánja és valószínűleg heroldja lett. Salisbury kanonok is volt. Címereket tervezett a gróf harcban nemességet kiérdemlő kíséretének, aki akkoriban nagy hadsereget vezetett Franciaországban. Salisbury grófjának 1428-as halála után Upton rövid időre visszatért Angliába, majd két évig ismét Franciaországban tartózkodott. Ekkor került kapcsolatba Glouchester hercegével és az ő segítségével egyre feljebb jutott az angol egyházi hierarchiában. A herceg életének utolsó évében heraldikai művét neki ajánlotta.
De Studio Militari című írása 1440 körül íródott, valószínűleg 1446-ból való. Nagy figyelmet szentelt a háborús jognak (jus belli). Tartalmát tekintve hasonló, mint Honoré Bonet és Christine de Pisan műve. Upton írása rendkívül népszerű lett, mivel gyakorlati tapasztalatokkal rendelkezett arról, hogy a hadiviselés kérdését, bele értve a heraldikát is, miként kezelték a korabeli európai udvarokban és a harctéren. Számos másolata készült, majd 1654-ben más heraldikai szerzőkkel együtt Sir Edward Bysshe (avagy Bisse) nyomtatta ki Londonban. Egy másik, Baddesworth-változatnak nevezett kiadása elhagyott egyes szakaszokat, de megtartotta a heraldikai részeket.
Upton heraldikai műve egy kivétellel mindenben Johannes de Bado Aureót követte. Vele ellentétben azonban felújította Bartolo de Sassoferrato azon címerjogi nézetét, hogy mindenkinek joga van címert felvenni és az adományozott címereket illetően is Sassoferrato nézetét vallotta. A csatatéren a gyakorlatban szerzett tapasztalatait tehát beépítette a saját rendszerébe, ahelyett, hogy csak az elődeit idézte volna, de az ország törvényeivel ez nem állt összhangban. Talán ellentétet látott a jogi elmélet és a gyakorlat között és úgy vélte, hogy gyakorlat nélkül nem lehetséges elmélet sem. Tekintélye megmutatkozik abban is, hogy Juliana Bernes 1486-ban kinyomtatott műve változtatás nélkül az ő nézeteit ismételte meg.
Philipp Jacob Spener szerint Upton vezetett be a heraldikába egyes, a feketből származó színeket.

## Műve
- De officio militari libri IV írta 1440 körül, kiadta E[doardus] Bysshe [Bissaeus], London, 1654. Gloucester hercegének ajánlva. Az értekezés a lovagsággal (1. és 2. könyv) és a heraldikával (3. és 4. könyv) foglalkozik .